# Nemastomella hankiewiczii
Nemastomella hankiewiczii is een hooiwagen uit de familie aardhooiwagens (Nemastomatidae). De originele naamcombinatie (protoniem) was Nemastoma hankiewiczii Kulczynski, 1909. Een volgende naamrecombinatie werd gepubliceerd als Nemastomella hankiewiczii (Kulczynski, 1909) in Schönhofer 2013.